# Ruaridh Jackson

a Compétitions nationales et continentales officielles uniquement.

b Matchs officiels uniquement.
Dernière mise à jour le 6 mars 2025.
Ruaridh Jackson, né le 12 février 1988 à Northampton (Angleterre), est un joueur international écossais de rugby à XV évoluant au poste de demi d'ouverture ou d'arrière. 

## Carrière

### En club
Ruaridh Jackson arrête sa carrière de joueur professionnel en mai 2020

### En équipe nationale
Il obtient sa première cape internationale le 13 novembre 2010 à l'occasion d'un match contre l'équipe de Nouvelle-Zélande à Édimbourg (Écosse).

## Palmarès

### En club
- Finaliste du Pro 12 en 2014

## Statistiques en équipe nationale
- 33 sélections (17 fois titulaire, 15 fois remplaçant)
- 37 points (2 essais, 6 transformations, 3 pénalités, 2 drops)
- Sélections par année : 2 en 2010, 9 en 2011, 4 en 2012, 8 en 2013, 2 en 2014, 2 en 2015, 3 en 2016, 2 en 2017, 1 en 2018
- Tournoi des Six Nations disputés : 2011, 2012, 2013, 2016

En Coupe du monde : 
- 2011 : 3 sélections (Roumanie, Argentine, Angleterre)